# Grenville (Québec)
Grenville è un villaggio del Canada, situato nella provincia del Québec, nella regione di Laurentides.